# 김종석 (1918년)
김종석(金鍾碩, 일본식 이름: 日原正人 니치하라 마사히토, 1918년 ~ 1949년?)은 일제강점기와 대한민국 건국 초기의 군인이다.

## 학력
- 일본 육군사관학교 제56기 졸업
- 대한민국 군사영어학교 1기 졸업(1946년)
- 대한민국 조선경비보병학교 1기 졸업(1947년)

## 생애
1938년 경성부의 경성고등보통학교를 졸업하였다. 학창 시절 두뇌가 명석하고 침착하면서도 학구적인 인물이었다는 회고가 남아 있다.
일본육군사관학교를 제56기로 졸업하고 일본군 장교로 임관했다. 박정희에게는 일본육사 1년 선배가 된다. 일본군 대위로 복무 중에 오키나와섬에서 태평양 전쟁 종전을 맞았다.
미군정에서 군사영어학교를 거쳐 대한민국 국군에 참여했다. 남조선국방경비대 총사령부 인사국장과 육군사관학교 전신인 남조선국방경비대사관학교 교장을 지내는 등 고위 장교로 활동했다. 광주에서 제5여단이 창설되자 참모장으로서 부임했다.
1948년에 여순 14연대 반란사건이 발생했을 때 남조선로동당 계열 군인이라는 사실이 드러나 주모자 중 한 명으로 체포되었다. 1948년 11월에 군법회의에서 사형을 판결받고 1949년 8월 2일 오후 2시 서울시 은평구에 소재한 모처에서 총살됐다. 형장에서 이슬로 사라지기 전에도 여유를 잃지 않고 해맑게 웃으면서 미군정 소속 장교들과 악수하면서 농담을 주고받았고 총살당하기 직전에도 웃으며 인민공화국의 적기가를 불렀다. 하우스만의 유고에는 김종석을 두고 군사학교 출신의 수재로 정보장교로 키우고 싶었던 아까운 영재라고 적혀 있다.
2008년 민족문제연구소가 친일인명사전에 수록하고자 정리한 친일인명사전 수록예정자 명단 군 부문에 포함되었다.

## 같이 보기
- 일본육군사관학교
- 여순 14연대 반란사건